# Byttehandel
Byttehandel er en form for handel, hvor man bytter genstande for genstande, frem for penge for en genstand. Byttehandel er stadig udbredt i Danmark den dag i dag, men som regel kun privat mellem personer.